# Alterdéveloppement
Pour les articles homonymes, voir Développement.
L'alterdéveloppement est une notion préconisée depuis quelques années dans certains mouvements de la Gauche alternative (Attac, Les Verts, Utopia, Parti de Gauche…) constatant les risques considérables que le développement traditionnel basé sur une croissance sans frein et sans fin des activités économiques productivistes à finalité monétaire fait courir à la planète et à l'humanité.
Chacune des organisations citées attache au mot ses nuances propres, ses propositions d'approche locale, nationale ou globale. Leur influence sur les décisions politiques est variable mais de plus en plus significative, notamment à travers le principe de précaution.
L'alterdéveloppement implique une recherche permanente de nouvelles formes d'action, de raisonnement et de recherches pour détecter et encadrer (voire interdire temporairement) les activités susceptibles de générer à long terme des nuisances supérieures aux avantages immédiats.
N.B. : Le préfixe "alter", pour "alternative" ou "autre" est d'usage ambigu. Certains l'utilisent pour proposer des changements radicaux, d'autres considèrent qu'il peut apporter aux mots du langage courant une nuance de modération et de réflexion.